# Redern

Wappen derer von Redern (Mark)
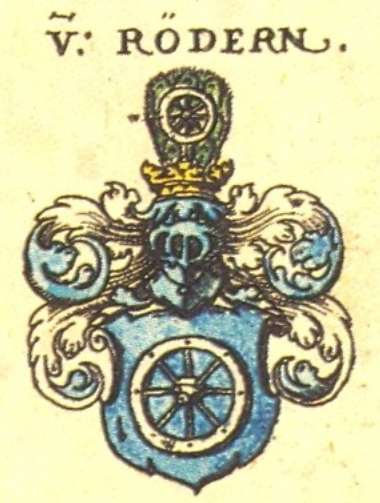
Wappen derer von Redern/Roedern (Schlesien)

Die von Redern (auch von Rädern, von Raedern, von Rödern) waren ein 1155 erstmals erwähntes märkisches Uradelsgeschlecht, das hauptsächlich in der Mark Brandenburg begütert blieb, während Zweige im 16. Jahrhundert nach Oberösterreich und im 18. Jahrhundert in die Oberlausitz gelangten. Die Grafen Redern gehörten zu den bedeutenden Adelsgeschlechtern Brandenburgs. 1914 sind sie im Mannesstamm erloschen.
Die von Redern bzw. von Roedern sind ein schlesisches Uradelsgeschlecht, das 1287 urkundlich erstmals erscheint. Es kam in Schlesien und im 16. Jahrhundert vor allem in Böhmen und der Oberlausitz zu großem Besitz, der jedoch im Dreißigjährigen Krieg wieder verloren ging. Familienzweige blieben jedoch in Schlesien ansässig und die Grafen Roedern bestehen bis heute in zwei Linien.
Beide Familien führen verschiedene Wappen; ein gemeinsamer Ursprung ist weder nachweisbar noch wahrscheinlich. Gotha und Adelslexikon führen die Familien getrennt. 1669 wurden anlässlich einer Erhebung von Linien beider Familien in den Grafenstand durch kaiserliches Diplom die beiden Wappen allerdings vereinigt.

## Märkische Redern

Wappen (mit drei Sporenrädern) der märkischen Redern

Das Geschlecht wird erstmals 1155 mit Ardnold de Redere urkundlich erwähnt. Die gesicherte Stammreihe beginnt mit Otto von Redern († um 1482). Stammsitz war wahrscheinlich der anhaltische Ort Rieder (Redere) im Landkreis Harz. Von der Mitte des 13. Jahrhunderts an erscheint eine (im Jahr 1678 erloschene) Linie in der Altmark, neben der Ende des 13. Jahrhunderts auch eine Linie rechts der Elbe im Havelland, in der Prignitz und in der Uckermark erscheint.
Die Redern müssen im Land Löwenberg schon im 13. Jahrhundert als Aftervasallen der Bischöfe von Brandenburg zu Lehnsbesitz gekommen sein, denn sie verkauften 1307 verschiedene Dörfer, darunter Bredereiche, Tangersdorf, Rudow und Stolp, an das Kloster Himmelpfort, welches 1299 Markgraf Albrecht III. von Brandenburg gestiftet hatte.
Im Rahmen des brandenburgischen Interregnum von 1319 bis 1323 traten Redeke von Redern und Droyseke von Kröcher dem nach Brandenburg vordringenden mecklenburgischen Fürsten Heinrich II. für 20.000 Mark die Pfandschaft über weite Teile der Prignitz ab, darunter Havelberg, Kyritz, Perleberg und Pritzwalk, außerdem das Ländchen Grabow.
Vom 14. bis zum 19. Jahrhundert waren die Redern Grundherren in Wansdorf. Um 1350 erhielten sie die markgräfliche Burg Trebbin als Pfand und 1374 die bischöfliche Burg Löwenberg, deren Pfandbesitz sie bis 1460 behielten. Vor 1375 bis 1608 gehörte ihnen Krumke, vor 1397 bis ins 17. Jahrhundert Beetz.
Von etwa 1380 bis 1888 gehörte der märkischen Linie als Hauptsitz das Schloss Schwante im Havelländischen Luch. Anstelle der Wasserburg entstand ab 1744 ein dreiflügliges barockes Herrenhaus. Mit über 45 Gütern wurden die späteren Grafen Redern die wohlhabendsten Großgrundbesitzer des Niederbarnims. Zu den Gütern zählten Staffelde, Polenzko und Bärenthoren.
Erasmus von Redern (Rödern), Sohn von Claus aus dem Haus Schwante-Wansdorf, ging Anfang des 16. Jahrhunderts aus der Mark nach Österreich und gründete dort eine neue Linie der Familie. Er wurde zunächst Pfleger des Schlosses Weidenholz und dann durch Heirat mit Magdalena Perger Mitbesitzer von Rohrbach-Berg in Oberösterreich, wo er nach 1520 unterhalb der Burg das Schloss Berg bei Rohrbach erbaute. Der Zweig endete mit dem Tod des Grafen Bernhard von Rödern auf Berg († 1743).
Adam Valentin von Redern, kurbrandenburgischer Oberst, erwarb 1605 in der Uckermark das Gut Görlsdorf, zugehörig Steinhöfel, ferner Kerkow, 1618 das altmärkische Wolterslage (das bis zum Beginn des 19. Jahrhunderts in der Familie blieb) und außerdem Besitz im ostpreußischen Amt Memel. Nach dem Dreißigjährigen Krieg war Görlsdorf ruiniert und wurde an die Hake verkauft, jedoch 1720 von den Redern zurückerworben.
Sigismund Ehrenreich von Redern aus Schwante, Hofmarschall der Königin Sophie Dorothea, erwarb 1773 die Standesherrschaft Königsbrück in der Oberlausitz und das Rittergut Cosel, die seine Söhne Sigismund Ehrenreich Johann von Redern 1795 bzw. Wilhelm 1802 verkauften. Sigismund Ehrenreich ging ins postrevolutionäre Frankreich und beteiligte sich an Landspekulationen mit Emigrantengütern, später mit amerikanischem Farmland. 1888 wurde Schwante verkauft.
1785 erwarben die Redern Rangsdorf im Teltow. In der Uckermark kamen im 19. Jahrhundert noch die Burg Greiffenberg und Frauenhagen und ab 1845 Schönermark hinzu. 1801 erbte die Familie das Gut Packebusch in der Altmark.
Das Görlsdorfer Herrenhaus wurde 1845–50 neu gebaut. Aus diesem Zweig stammte Graf Friedrich Wilhelm von Redern (1802–1883), Generalintendant des Schauspielhauses und der Hofmusik in Berlin. Er erwarb umfangreichen Grundbesitz, darunter 1826 das Schloss Lanke und 1862 das Gut Glambeck im Barnim. Ab 1830 ließ er das Redernsche Palais am Pariser Platz durch Karl Friedrich Schinkel umbauen und 1853 das Schloss Lanke durch Eduard Knoblauch. Erbe wurde sein Bruder Graf Heinrich von Redern. Dessen Sohn Wilhelm von Redern (1842–1909), Herr auf Görlsdorf, Lanke usw., hatte einen Sohn Wilhelm Heinrich, der 1914 Lanke verkaufte und im selben Jahr zu Beginn des Ersten Weltkriegs fiel, als letzter männlicher Namensträger. Görlsdorf erbte die älteste seiner drei Schwestern, Viktoria, die mit Ernst Georg Fürst zu Lynar verheiratet war, der auch den Titel Graf von Redern erhielt. Die beiden jüngeren Schwestern, Margarethe und Hermine, heirateten in die Familie der Grafen Schaesberg. Das Palais Redern musste 1906 dem Hotel Adlon weichen. Das Herrenhaus Görlsdorf wurde 1945 durch Brandstiftung zerstört und der letzte Besitzer, Ernst Wilhelm Fürst zu Lynar, Graf von Redern (1924–2005), enteignet.

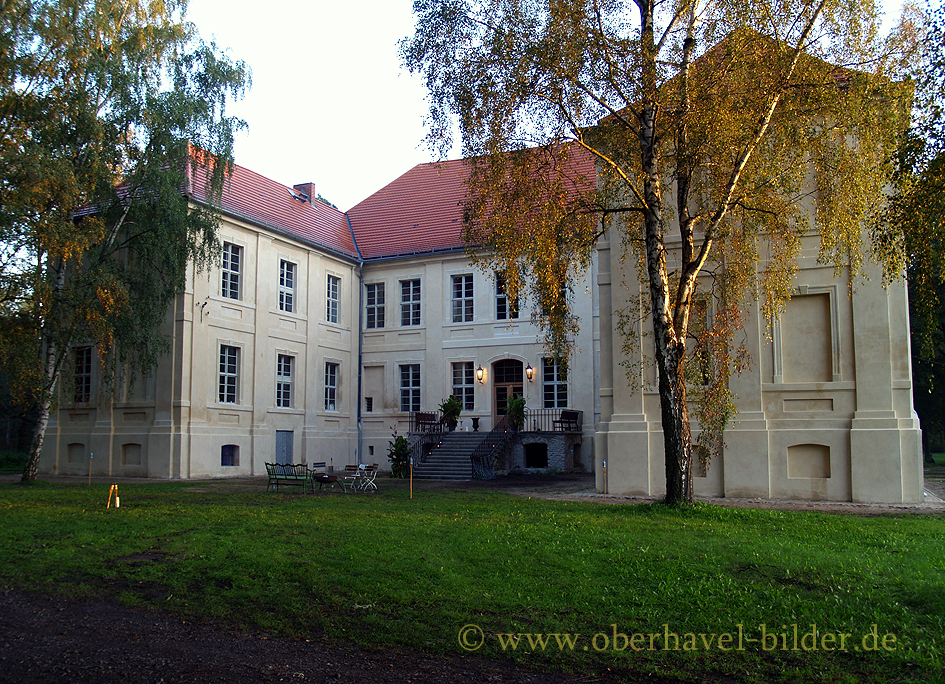
Schloss Schwante, Brandenburg
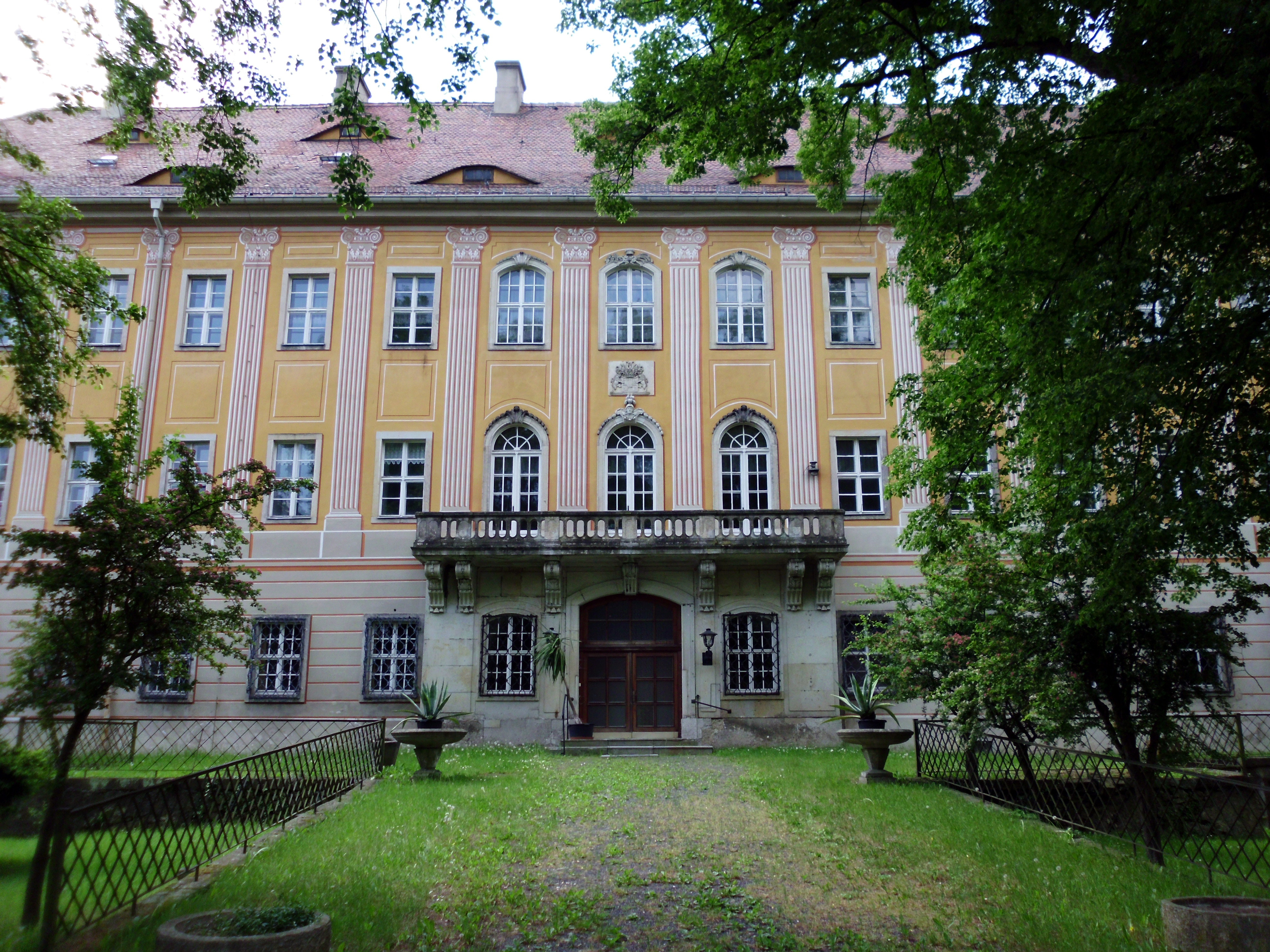
Schloss Königsbrück, Oberlausitz
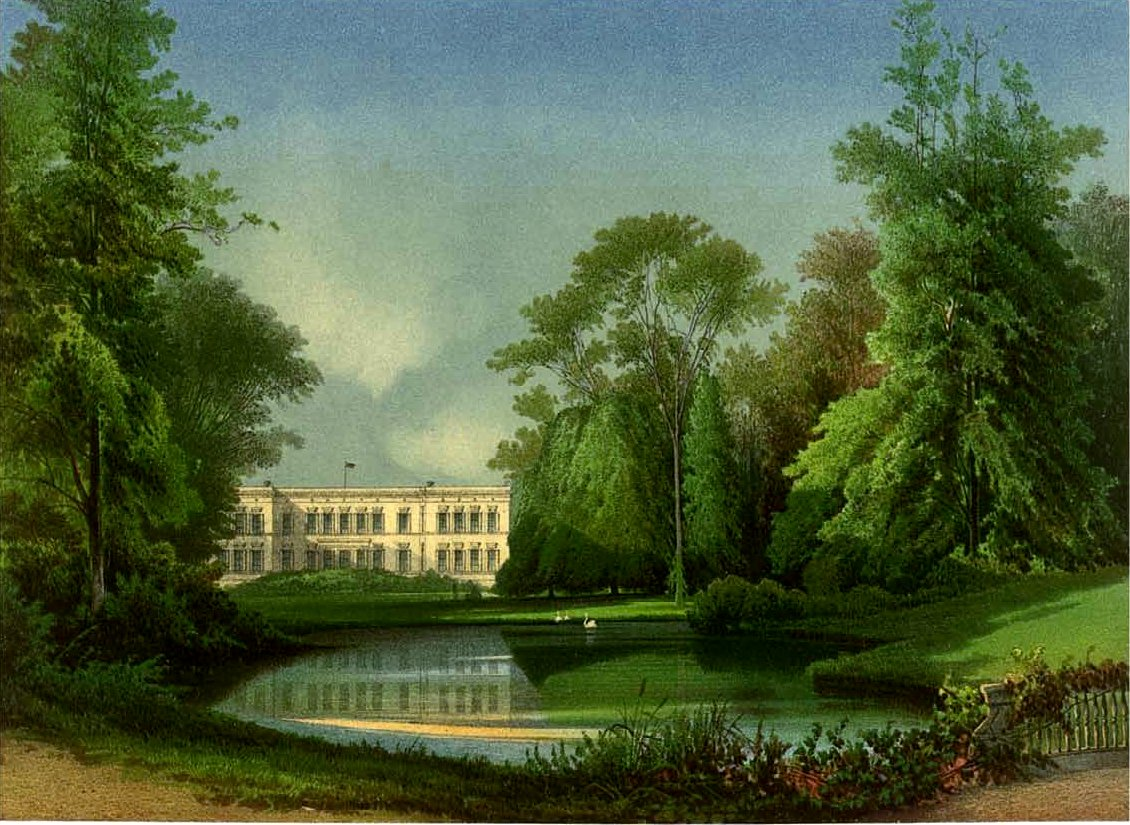
Schloss Görlsdorf, Uckermark
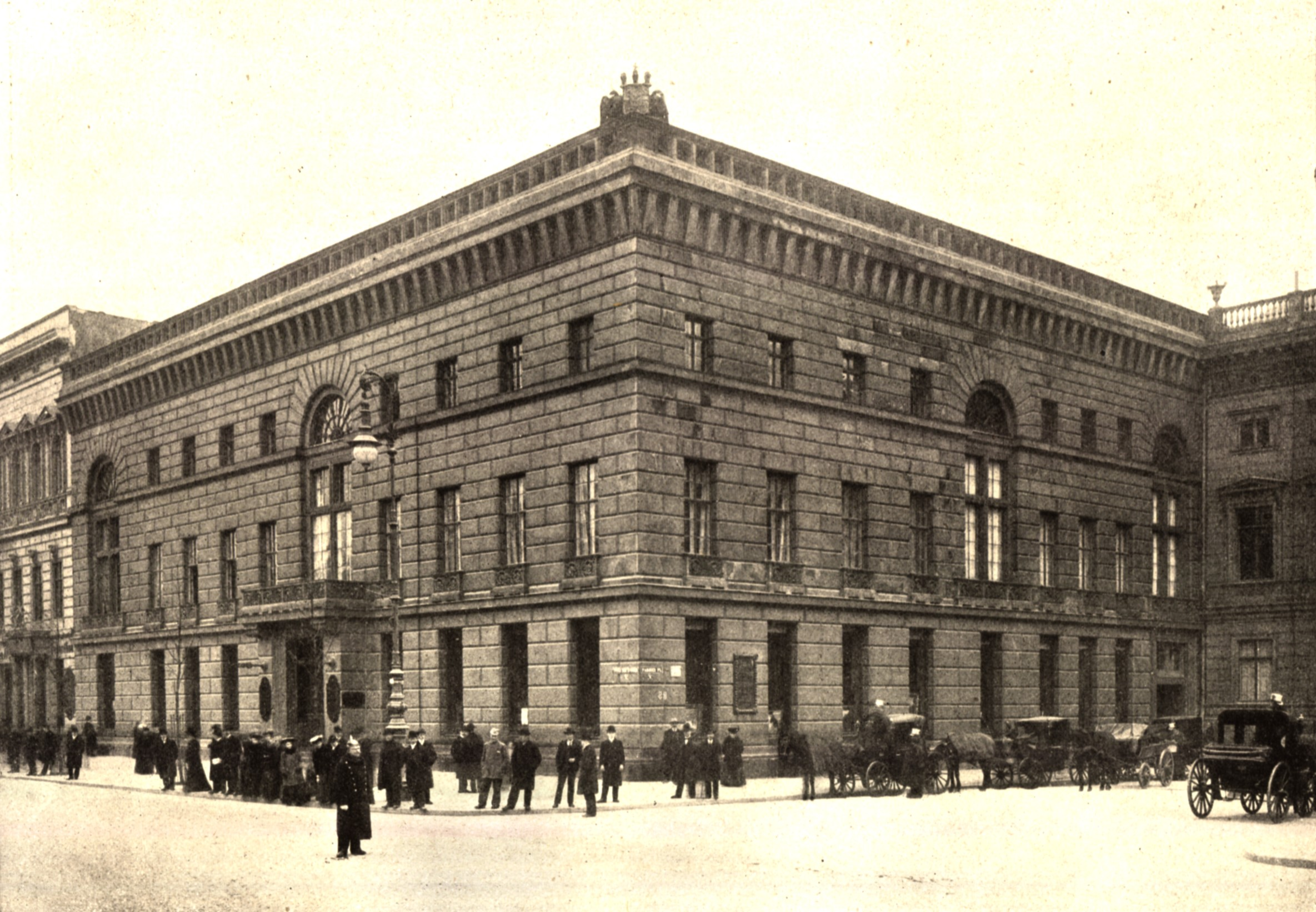
Palais Redern am Pariser Platz in Berlin um 1900
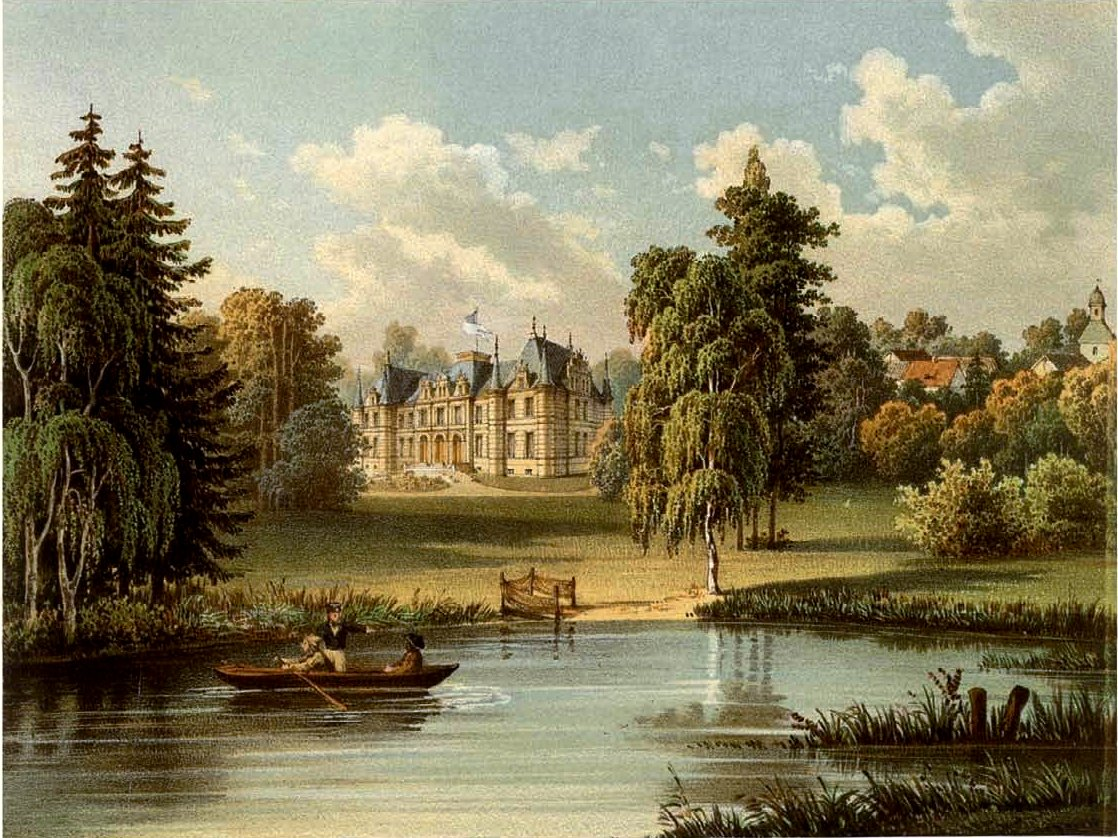
Schloss Lanke, Barnim
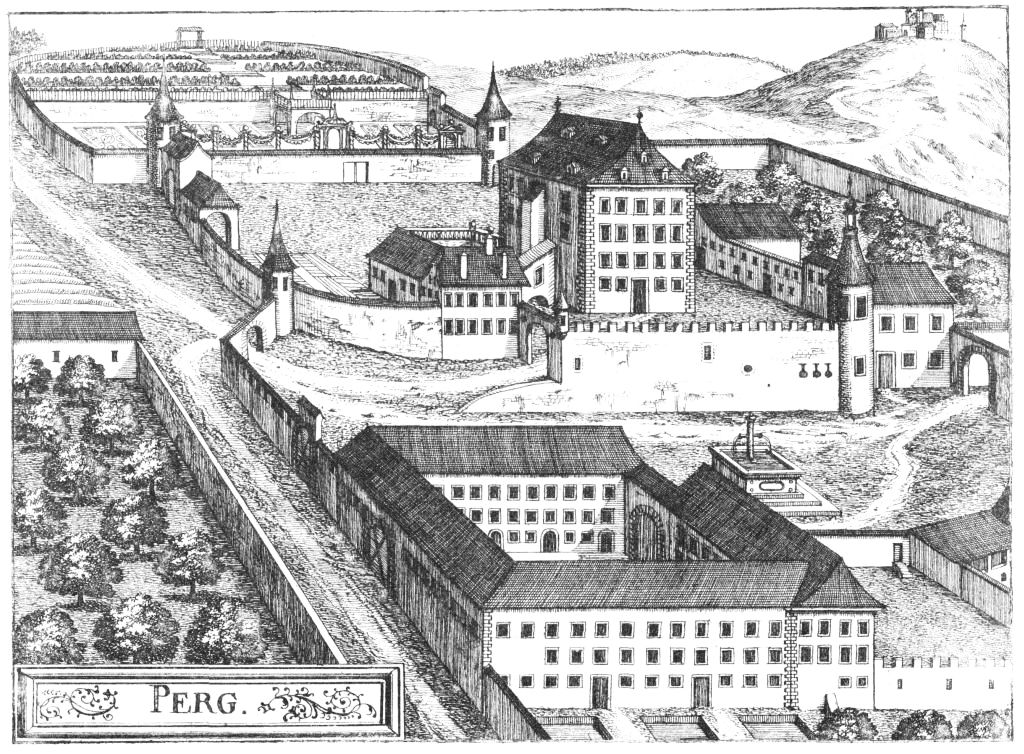
Schloss Berg bei Rohrbach, Oberösterreich (1674)

## Schlesische Redern/Roedern

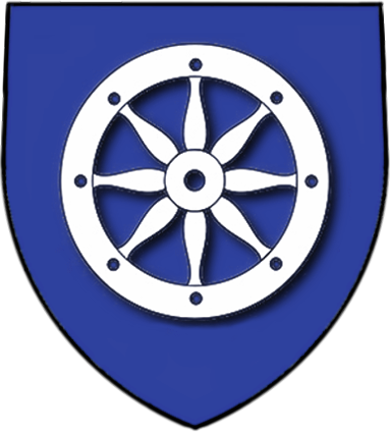
Rad-Wappen der schlesischen Redern / Roedern

Die schlesischen Redern, später auch Roedern, erscheinen erstmals 1287 urkundlich mit Tilemann von Reder (lateinisch de rotis, vom Rad), mit dem auch die Stammreihe beginnt. Er tritt am Hof des Herzogs Heinrich V. († 1296) von Liegnitz, Jauer und Breslau auf. In der nächsten Generation erscheinen Peter (erwähnt 1317–29, auf Karschau im Herzogtum Schweidnitz), Titzko (1319–40 erwähnt im Herzogtum Glogau) und Kunz (erwähnt 1321–50, auf Ruppersdorf bei Breslau). Peters Sohn Johann, erwähnt 1367–91, erhielt nach 1372 das Burgmannslehn Waltersdorf (Nielestno) bei Lähn im Fürstentum Schweidnitz, das bis ins 18. Jahrhundert in der Familie blieb; die dortige landesherrliche Burg Lehnhaus erwarb er 1381 als Pfandbesitz, sie blieb es bis etwa 1460. Die Salzmärkte zu Lähn und Schönau brachten der Familie bedeutende Zinsgefälle; 1428 wurde Probsthain hinzuerworben. In den Hussitenkriegen musste 1428 Tristram von Redern Lehnhaus gegen die Taboriten verteidigen. Vier Redern nahmen im Heer des Deutschen Ordens an der Schlacht bei Tannenberg (1410) teil.
Die Redern erwarben – ausgehend von ihrem Stammsitz in Ruppersdorf, wo das Rittergeschlecht ab etwa 1347 bis nach 1586 ansässig war – im Laufe der Zeit weitere Besitzungen in Schlesien, Böhmen und der Oberlausitz, darunter den Wohnturm Boberröhrsdorf (Ende 14. bis Ende 15. Jh. im Besitz), der – im Unterschied zu den Stammsitzen Ruppersdorf und Waltersdorf – sein Aussehen bis heute nicht verändert hat. Ferner die Herrschaft Arnau im Königgrätzer Kreis im böhmischen Teil des Riesengebirges (um 1400–1415), seit etwa 1500 als Zubehör zu Ruppersdorf auch Bohrau, Schönfeld (bei Saarau), Warkotsch (Ortsteil von Strehlen), Jenkwitz und 1546 Mückendorf. 1546–72 besaßen sie Neudeck.

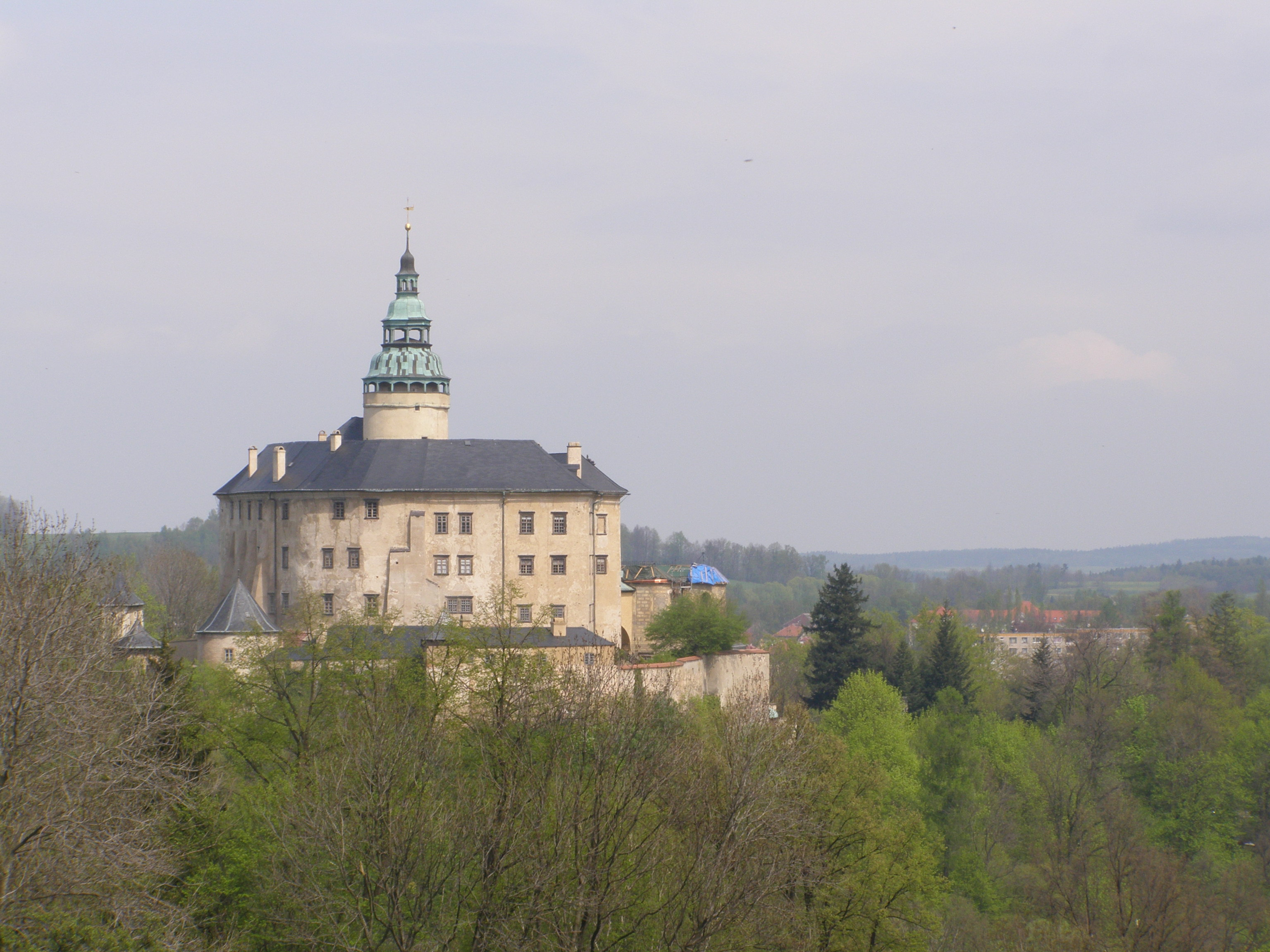
Schloss Friedland

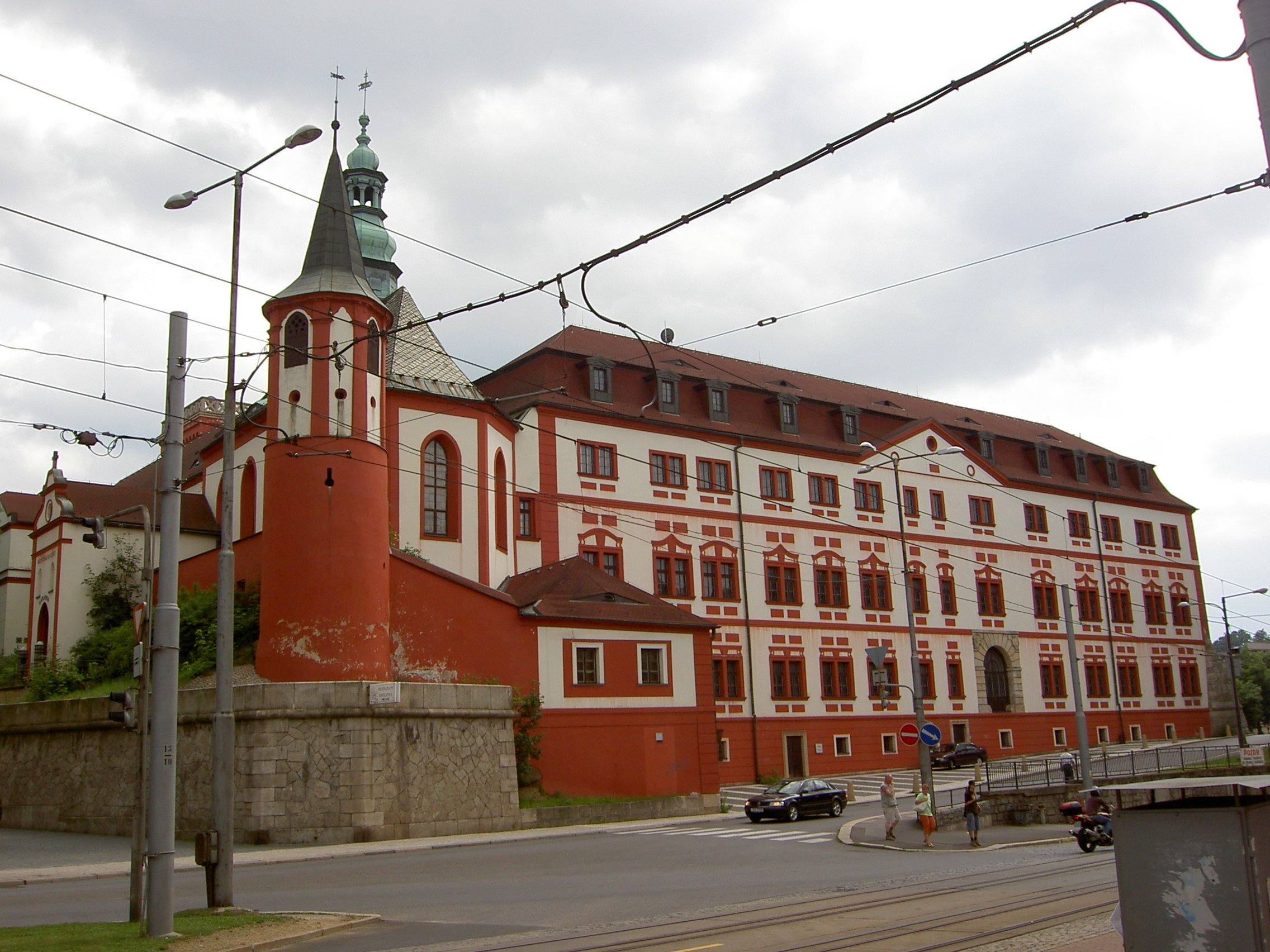
Schloss Liberec (Reichenberg)

Friedrich von Rödern, Mitherr auf Ruppersdorf usw., leistete dem böhmischen König            und deutschen Kaiser Ferdinand I. wichtige diplomatische Dienste; außerdem setzte er als Vitztum in Schlesien Steuererhöhungen durch. Als der Kaiser die Herzogtümer Oppeln und Ratibor aus einer Pfandschaft auslösen wollte, belehnte er Rödern 1554 mit dem nordböhmischen Lehen Friedland mit Schloss Friedland, Burg Reichenberg, Burg Hammerstein und der Stadt Seidenberg für 40.000 Taler; diese Gebiete waren durch das Erlöschen der Biebersteiner 1551 an den Landesherrn heimgefallen. 1557/58 verpfändete der Kaiser ihm auch das Herzogtum Tost mit Burg Tost, der Herrschaft Peiskretscham und acht Dörfern. 1562 erhob er ihn in den Reichsfreiherrenstand. 1564 starb Friedrich von Rödern.
Seine Söhne, Melchior von Redern (1555–1600), kaiserlicher Generalfeldmarschall in den Türkenkriegen, und Christoph erbauten 1583–1587 das Schloss Reichenberg als große Renaissanceanlage (die später barockisiert wurde). 1586 verkauften sie, gemeinsam mit ihren Brüdern Hans und Georg, den schlesischen Stammsitz Ruppersdorf mit Nebengütern. In der Nähe von Reichenberg legten sie eine Siedlung mit einer Glashütte an, die sie nach ihrem Vater Friedrichswald benannten. Melchior ließ 1584 nach der Entdeckung von Zinn-, Kupfer- und Eisenlagerstätten den Bergflecken Böhmisch Neustadt anlegen und erhob diesen acht Jahre später zur Stadt; 1594 gründete er Weißbach. 1593 erwarben die Brüder von Kaiser Rudolf II. auch die Herrschaft Tost-Peiskretscham, die sie zuvor als Pfand besessen hatten; sie blieb bis 1638 im Besitz der Familie. Melchiors Frau Katharina, geborene Gräfin Schlik, verwaltete die großen Ländereien während seiner kriegsbedingten Abwesenheit. 1600 verstarb er und wurde in der Gruftkapelle der Friedländer Dekanatskirche beigesetzt. 1616 erwarben die Erben die Oberlausitzer Herrschaft Reibersdorf hinzu.
Der schwelende Konflikt zwischen Protestanten und Anhängern der katholischen Kirche in Böhmen nach dem Ständeaufstand 1618 entlud sich am 8. November 1620 in der Schlacht am Weißen Berg, an der der Besitzer der Herrschaften Friedland und Reichenberg, Melchiors Sohn Christoph von Redern, auf der Seite der Protestanten teilnahm. Nach der Niederlage des böhmischen „Winterkönigs“ Friedrich von der Pfalz verlor Christoph seine Herrschaften und floh als Exulant  außer Landes. Die Herrschaften Friedland, Seidenberg und Reichenberg wurden 1620 durch den Landesherrn Ferdinand II. konfisziert. Dabei wurde die Herrschaft geteilt und Albrecht von Waldstein erhielt 1621 den böhmischen Teil der Herrschaft Friedland mit Schloss Friedland als Geschenk, von der aus er sein riesiges Herzogtum Friedland aufbaute. Nach dessen Ermordung 1634 erhielt Matthias von Gallas die Kernherrschaft Friedland als Belohnung für seine Mittäterschaft; seine Erben behielten sie bis 1945. Der Oberlausitzer Teil, der 1635 von den Ländern der böhmischen Krone an das Kurfürstentum Sachsen kommen sollte, wurde 1626 durch Christian von Nostitz erworben; Sitz dieses fortan Standesherrschaft Reibersdorf genannten Teils, zu dem auch Seidenberg gehörte, war das Schloss Reibersdorf. 1640 kehrte Christoph von Redern im Gefolge der schwedischen Truppen noch einmal nach Friedland zurück, er konnte jedoch seinen Besitz nicht dauerhaft zurückerobern; 1641 oder 1642 verstarb er verarmt in Polen.

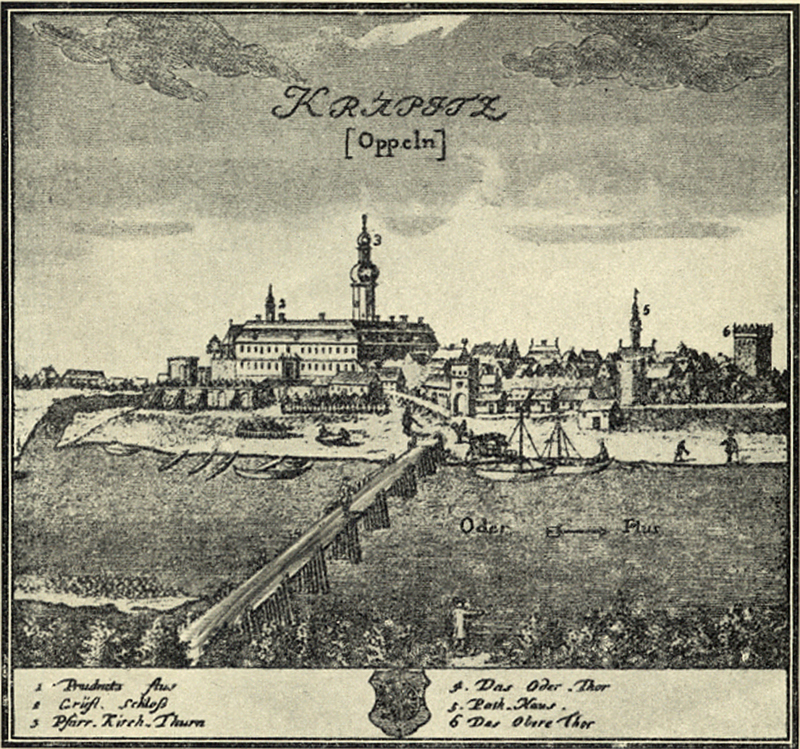
Krappitz, Oberschlesien, im 18. Jh.

Am 29. September 1582 erwarb Hans von Redern aus der schlesischen Linie von der Böhmischen Kammer die Herrschaft über die Stadt Krappitz und umliegende Dörfer im Fürstentum Oppeln. Die 1669 in den Grafenstand erhobenen Grundherren traten tatkräftig für das Wachstum der Stadt ein. Zum oberschlesischen Besitz gehörten auch die Orte Krogulna und Gründorf sowie Pokój. Die Grafen von Redern erbten 1680 von den Schönaich die Herrschaft Mallmitz, zudem Petersdorf, Weichau, Cuntzendorf, Crachen und Sebnitz. Nach dem Tod des Ministers Carl Albert von Roedern 1766 fielen diese an seinen Neffen Wilhelm Christoph Graf zu Dohna-Schlodien, während seine 1740 erworbenen Herrschaften Primkenau und Schloss Kotzenau noch bis 1772 in der Familie blieben. Das dem Minister Carl Gustav von Roedern gehörende Schloss Dobrau blieb bis 1780 im Besitz. Die Grafen Roedern besaßen 1708–31 das südmährische Röschitz. Ferner vor 1795 bis etwa 1806 Ostrawe (Landkreis Wohlau) und Pohlwitz in Nordsachsen und Ende des 18. Jahrhunderts bis 1842 Schloss Glumbowitz.
Nach dem Erlöschen der Krappitzer Hauptlinie 1765 wurde die Herrschaft an die Grafen Haugwitz verkauft. Eine Nebenlinie bestand weiterhin fort. Die Grafen Erdmann (1742–1820), Gustav (1746–1811) und Ludwig (1755–1814) begründeten je einen Zweig. Der erste besaß die Herrschaften Schloss Hohlstein (bis 1798) und Kroischwitz im Kreis Schweidnitz, sodann kurzzeitig Schmelenz und Gora in Pommern und bis 1945 Rostersdorf (heute Trzęsów), das 1885 als Fideikommiss gestiftet wurde. Der zweite Zweig, dem der General Maximilian von Roedern angehörte, setzte sich über dessen Bruder Melchior (1821–1895) fort und erwarb 1825 Groß Wandriß sowie Simsdorf und Koschnöwe, die ebenfalls bis 1945 im Familienbesitz blieben. Diese beiden Zweige kamen im Mannesstamm bis in die Gegenwart. Der dritte Zweig ist erloschen.
Im Januar 1945 schloss die Familie sich den Trecks nach Westen an.

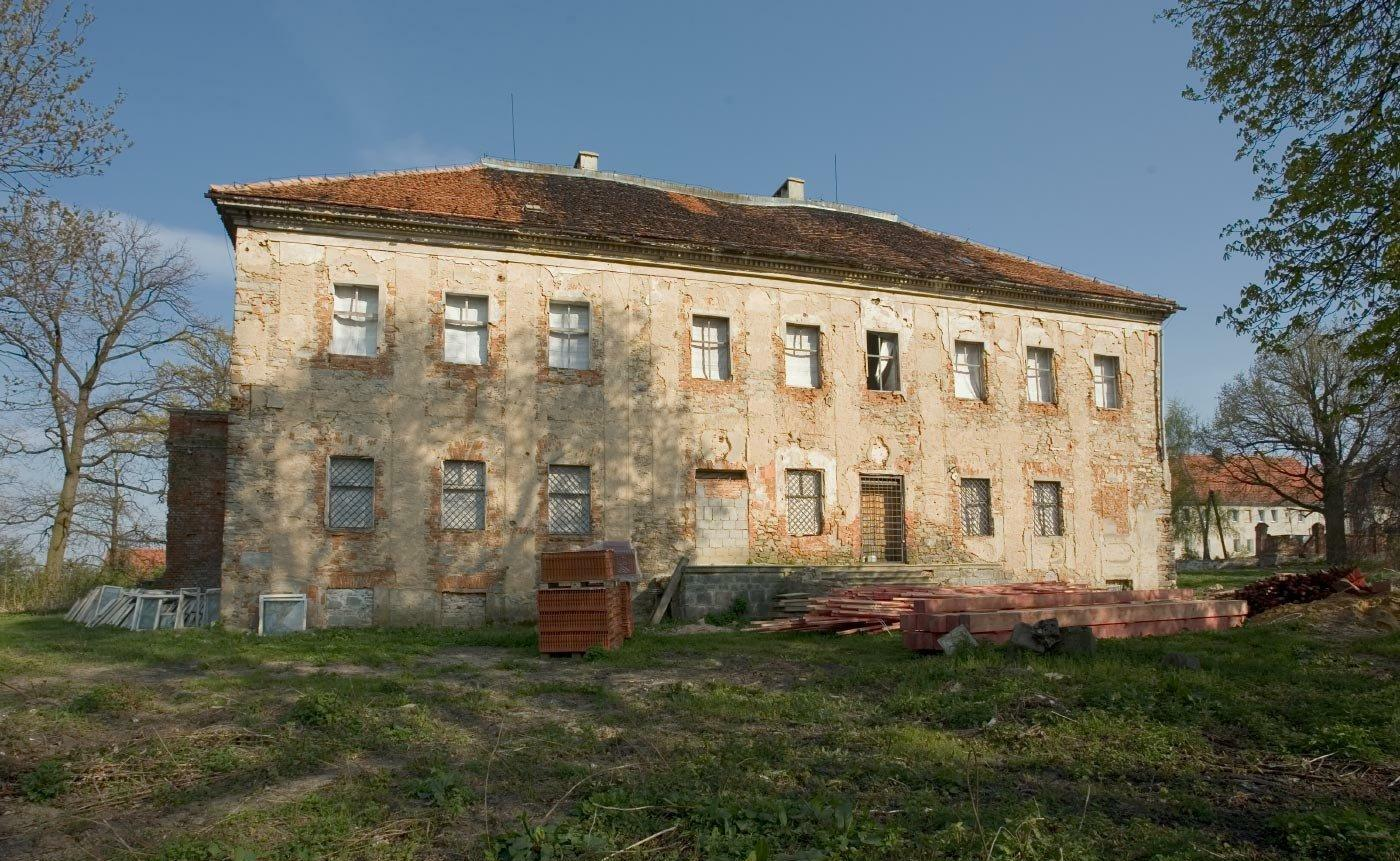
Schloss Ruppersdorf bei Breslau, seit ca. 1347 im Besitz
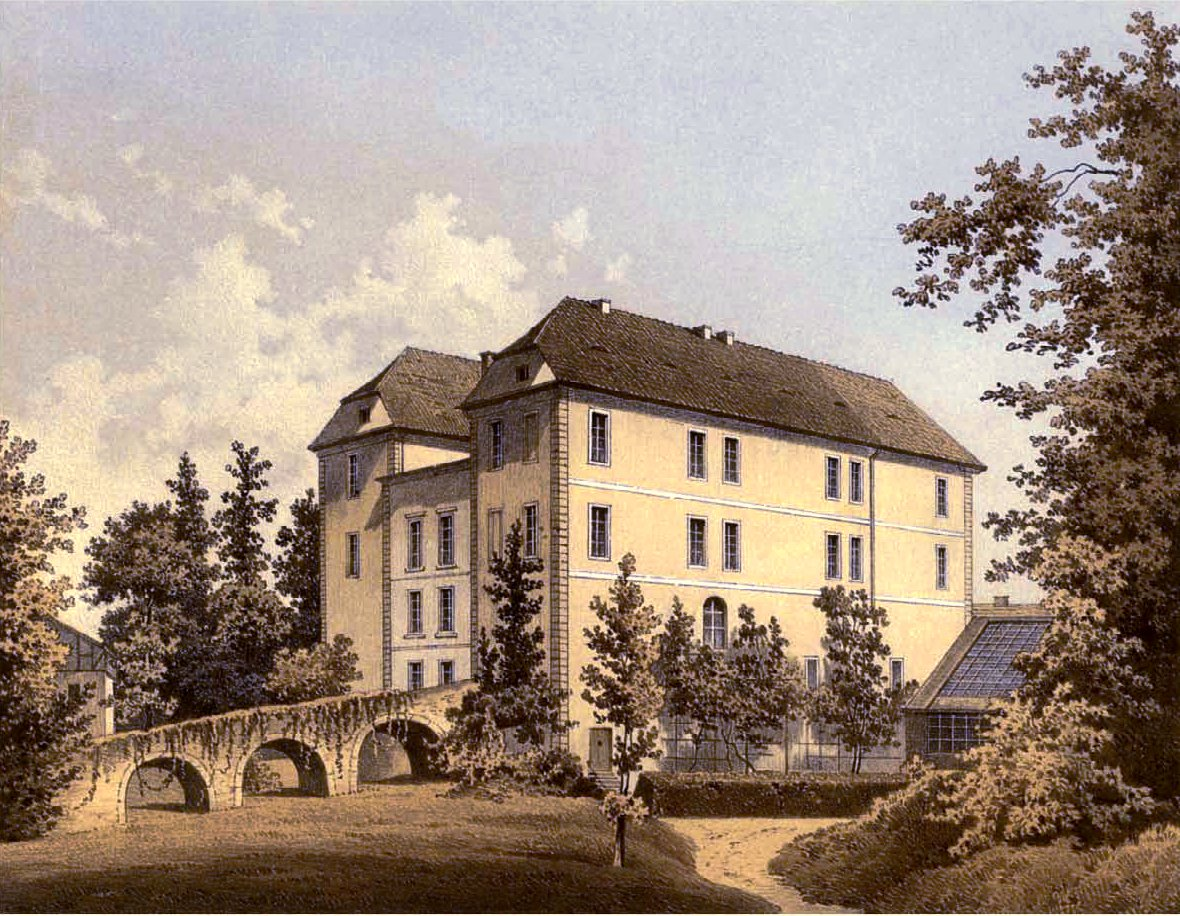
Schloss Waltersdorf bei Lähn, seit ca. 1380 im Besitz
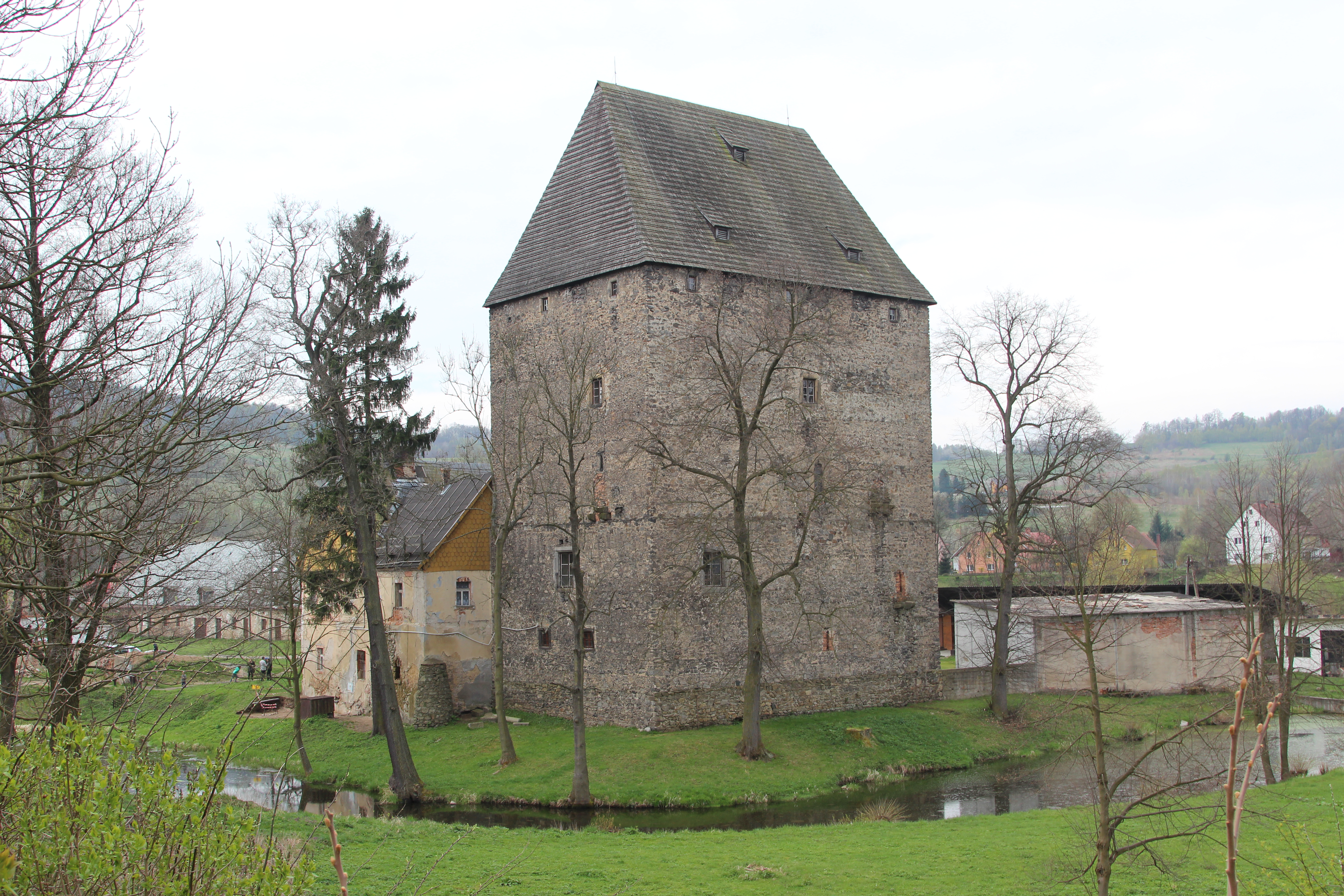
Wohnturm Boberröhrsdorf, seit ca. 1390 im Besitz
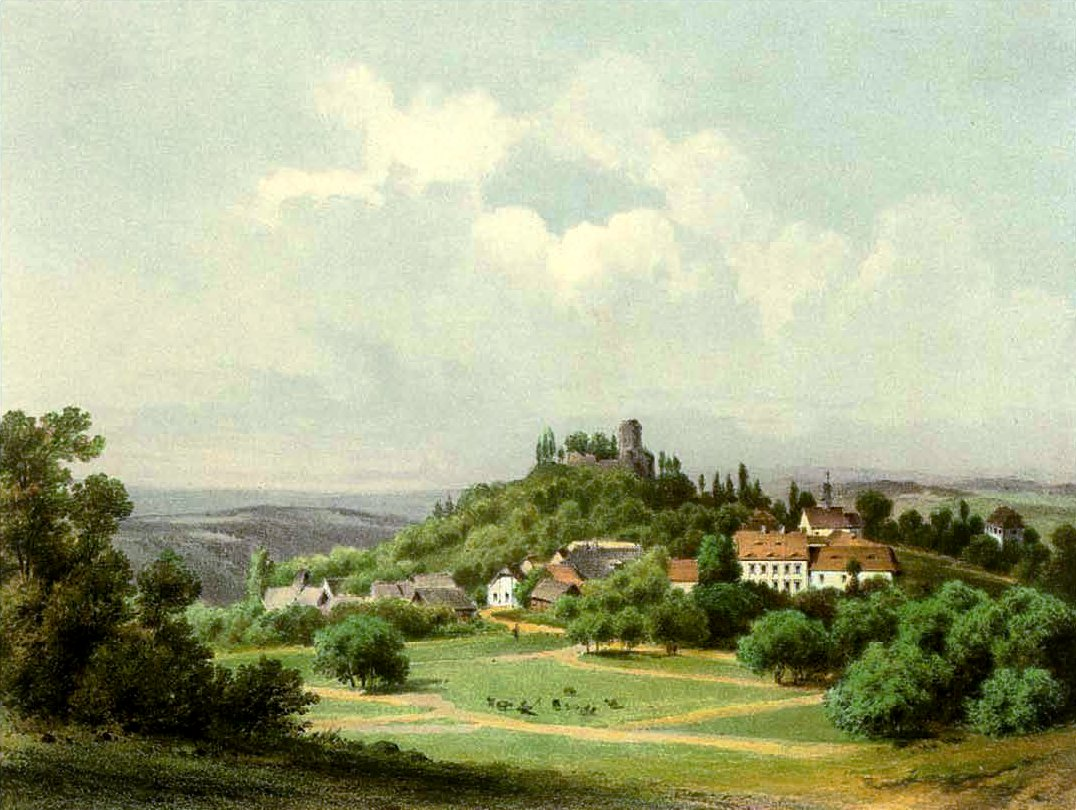
Lähn und die Burg Lehnhaus (19. Jh.)
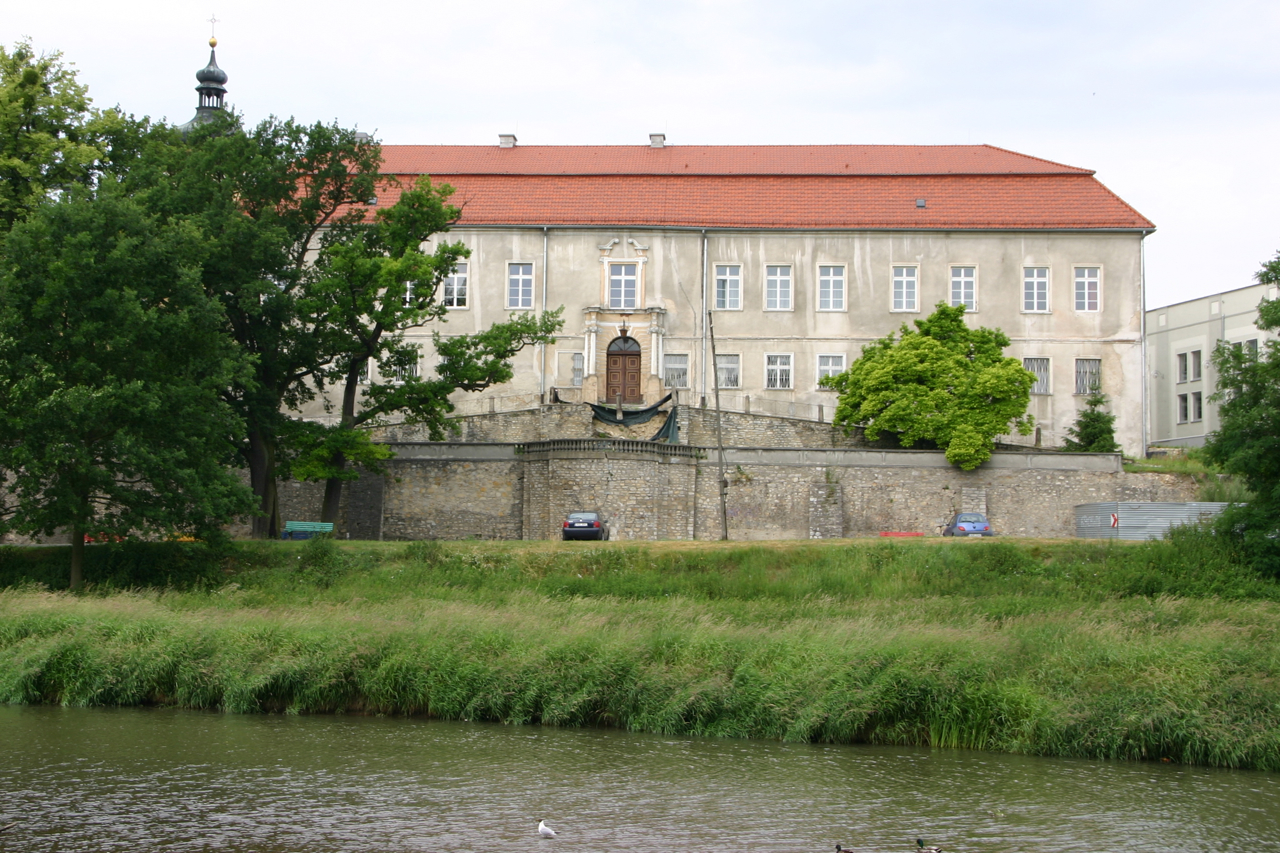
Schloss Krappitz
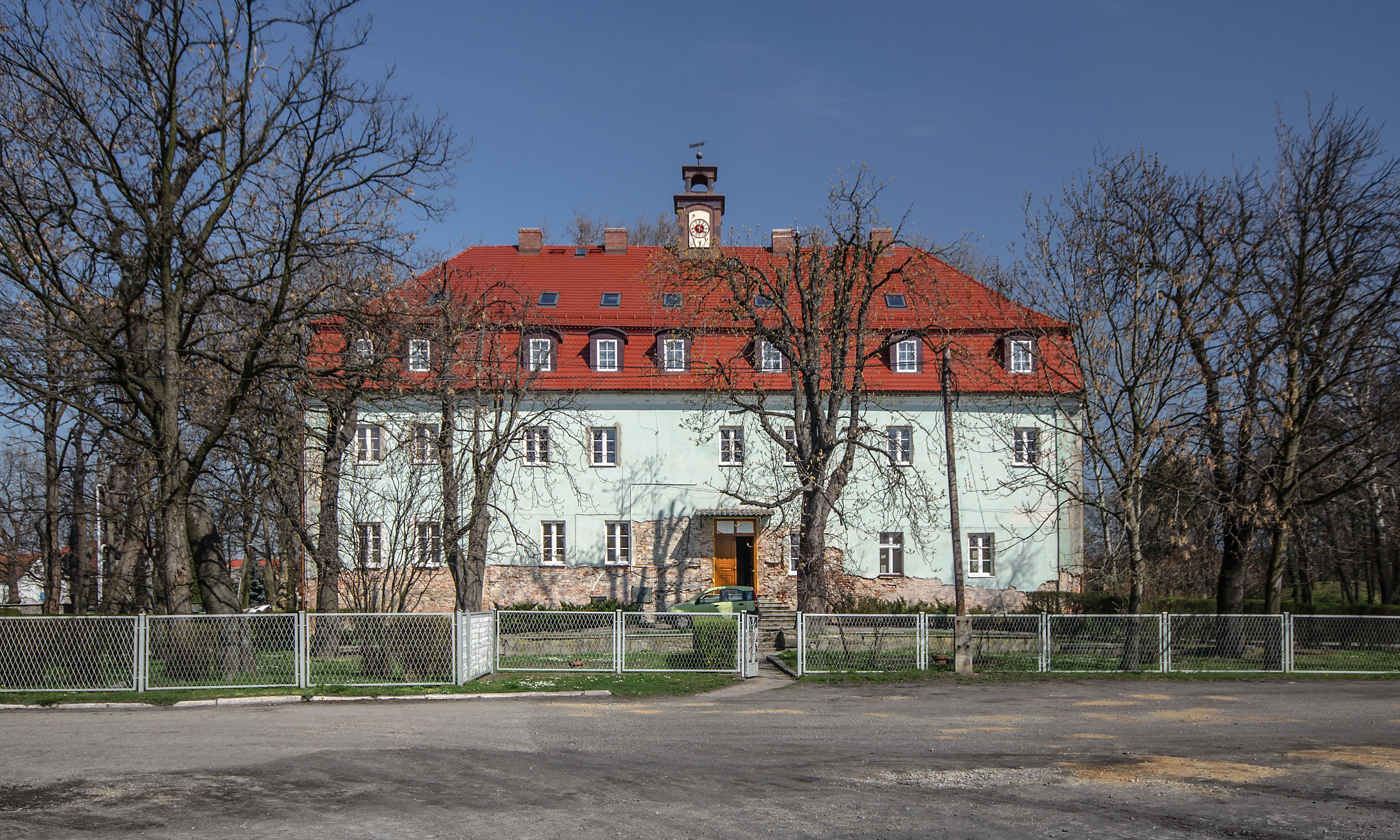
Schloss Groß Wandriß
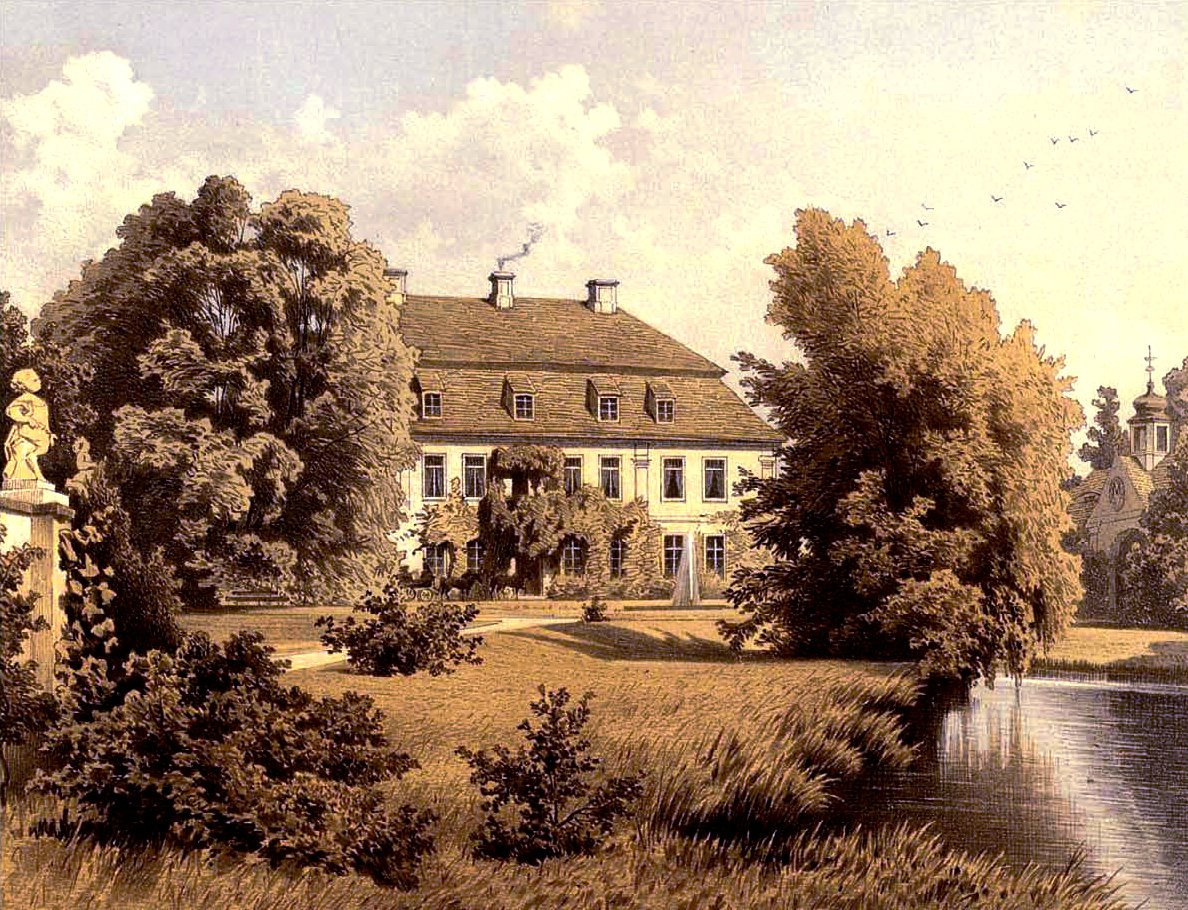
Schloss Lipsa

### Weitere Besitzungen
- Siegersdorf, Niederschlesien (1507–42)
- Heinersdorf, Oberschlesien (16. Jh.)
- Proboszczów|Probsthain (Proboszczów), Niederschlesien
- Johnsdorf, Niederschlesien (1680–1722)
- Schloss Lipsa, Oberlausitz (ca. 1768–1831)
- Lichtenau, Niederschlesien (1783/85–1817)
- Schloss Glumbowitz, Niederschlesien (Ende 18. Jh. bis 1842)
- Wohnturm Wittgendorf, Niederschlesien (? bis 1730)
- Giersdorf, Kreis Neisse (19. Jh.)
- Hohenselchow, Kreis Randow (bis 1945)[11]

## Standeserhebungen
- Reichsfreiherrnstand für Friedrich von Redern, Prag, 17. April 1562 als Freiherr und Pannerherr auf Friedland, Reichenberg und Seidenberg.
- Böhmischer Herrenstand für Georg von Redern auf Groß Strehlitz, Prag, 29. Juli 1612.
- Reichsfreiherrenstand für Hans Wolf von Redern auf Krappitz mit Frei- und Pannerherr auf Krappitz und Wappenverbesserung, Frankfurt vom 29. Juni 1612.
- Erbländisch-österreichischer Freiherrenstand am 2. Mai 1646 und am 20. Mai 1646 auch böhmischer Grafenstand für Dietrich Graf von Roedern, Freiherr zu Krappitz, Herr zu Berg (Rohrbach).
- Erbländisch-böhmischer Grafenstand für Georg Heinrich v. Roedern auf Krappitz und seine Brüder und Vettern mit Freiherr zu Krappitz und Herr zu Bergk und Wappenverbesserung Wien 4. August 1669 (die Erhebung mit Wappenvereinigung betraf die schlesische Familie Redern/Roedern ebenso wie den oberösterreichischen Zweig Rödern der Märkischen Familie).
- Das preußische Haus Redern in Schwante erhielt den preußischen Grafenstand am 14. Januar 1757 für Sigismund Ehrenreich von Redern, einen königlich preußischen Kammerherrn, Oberhofmarschall und Oberhofmeister der Königinmutter.

## Wappen

Wappen der märkischen Redern
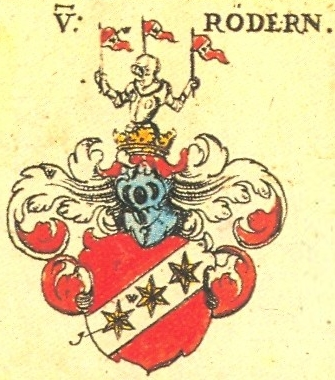
Wappen der österreichischen Rödern
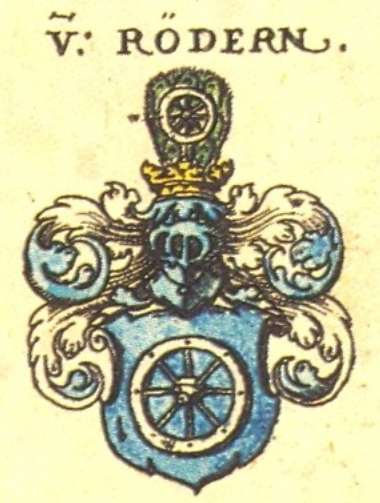
Wappen der schlesischen Roedern
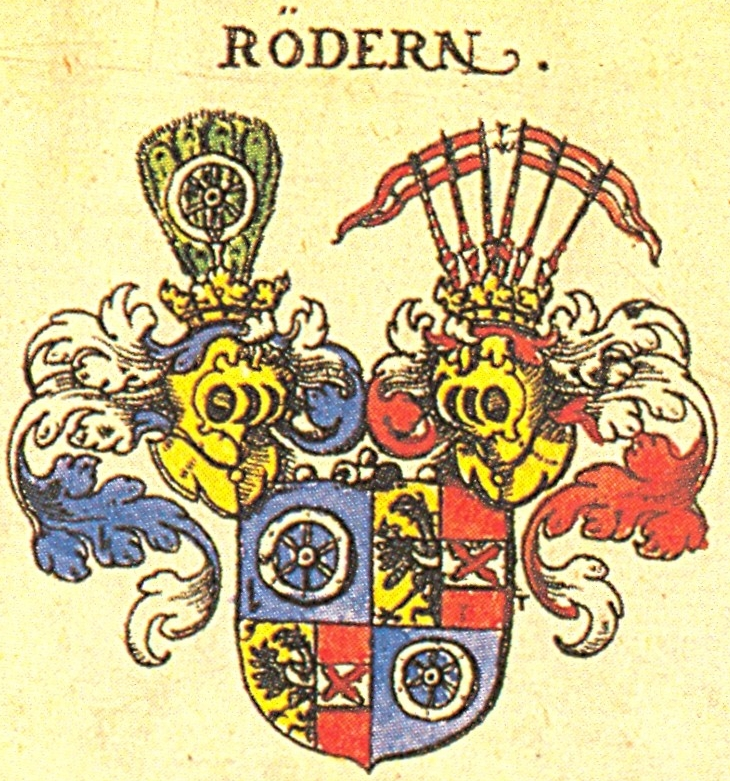
Wappen der schlesischen Freiherren von Roedern
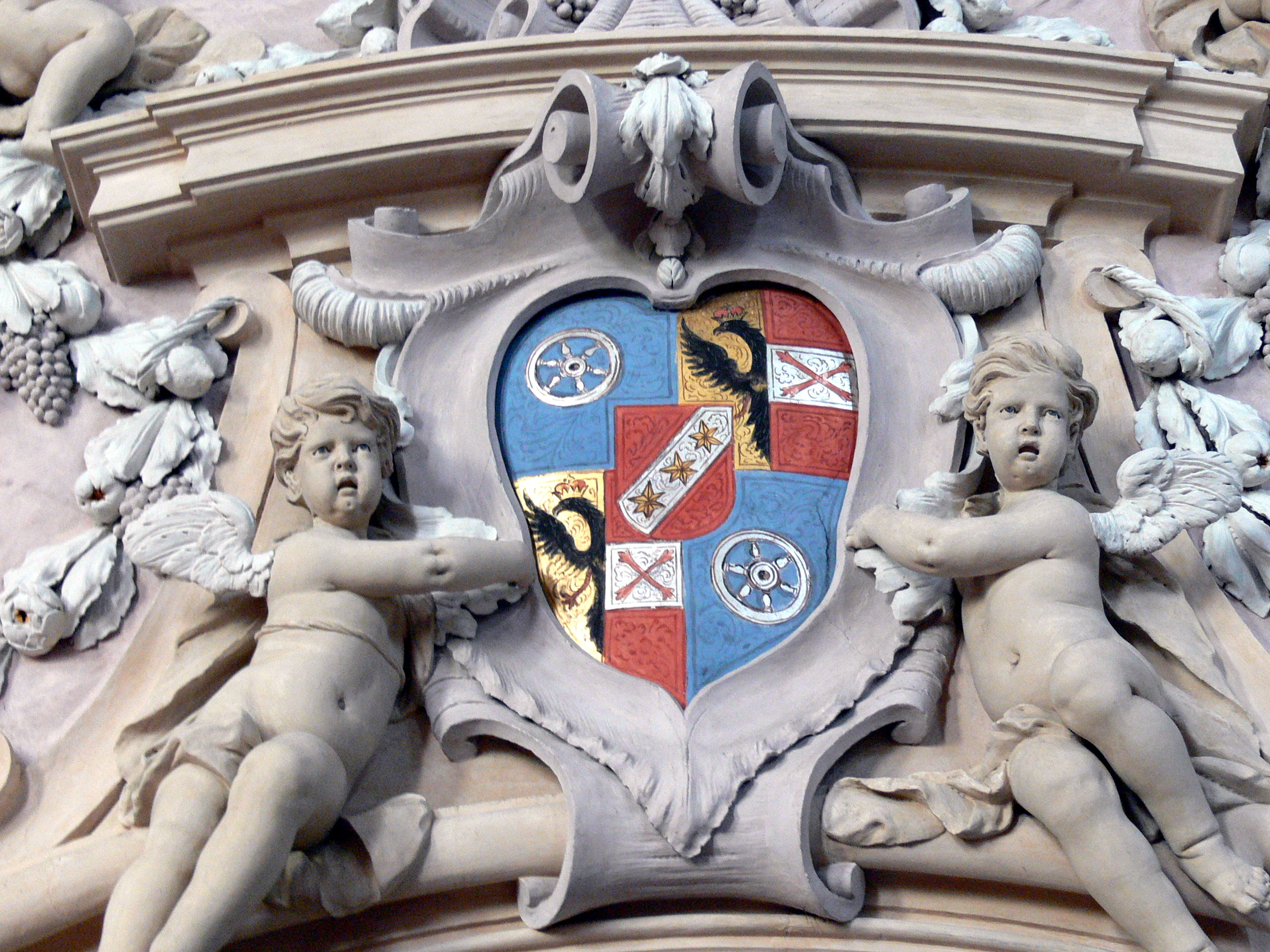
Vereinigtes Wappen der österreichischen Rödern und der schlesischen Roedern an der Taufkapelle St. Anna in Rohrbach in Oberösterreich

Märkische Redern: In Rot ein mit drei goldenen Spornrädern belegter silberner Schräglinksbalken. Ursprünglich waren die Tinkturen Rot und Silber vertauscht und der Balken schrägrechts.
Auf dem Helm mit rot-silbernen Decken ein wachsender geharnischter Ritter mit offenem Visier, auf dem Haupt und in den Händen je eine Fahne, auf deren silbernen Wimpeln sich das Schildzeichen wiederholt.
Schlesische Redern/Roedern: In Blau ein sechsspeichiges silbernes Rad. Auf dem Helm ein mit dem Rad belegter natürlicher Pfauenschweif.
Freiherrliches Wappen: Geviert, Feld 1 und 4: in Blau ein achtspeichiges silbernes Rad (Roedern in Schlesien, als selbständiges Wappen aber nur sechsspeichig), Feld 2 und 3: gespalten, rechts in Gold ein halber schwarzer, gekrönter, mit einem silbernen Mond auf der Brust belegter schlesischer Adler am Spalt, links in Rot ein silberner Balken, belegt mit zwei schräggekreuzten, roten, oben und unten abgehauenen und an jedem Ende zweimal gestümmelten Stämmen (Burgunderkreuz) (Rödern in Österreich). Zwei Helme: Helm 1 (rechts): auf dem gekrönten Helm mit blau-silbernen Decken ein Pfauenstoß, belegt mit einem silbernen, achtspeichigen Wagenrad (Rödern in Schlesien, als selbständiges Wappen aber nur sechsspeichig). Helm 2 (links): auf dem gekrönten Helm mit rot-goldenen Decken sechs (3:3) fächerförmig gestellte rote Fähnchen mit silbernem Balken an silbernen Stangen (Roedern in Österreich).
Gräfliches Wappen der preußischen Grafen von Redern: Geviert und mit einem roten Herzschild belegt, darin ein mit drei goldenen Sporenrädchen belegter silberner Schräglinksbalken, in Feld 1 und 4 in Blau ein sechsspeichiges silbernes Rad (schlesische von Rödern); die Felder 2 und 3 sind gespalten, rechts in Gold ein halber gekrönter, goldbewehrter, schwarzer Adler am Spalt, links in Rot ein mit einem roten Schrägkreuz belegter silberner Balken (österreichischen von Rödern); drei Helme mit rot-silbernen Decken, auf dem rechten ein mit dem Rad belegter natürlicher Pfauenschweif (schlesische von Rödern), auf dem mittleren ein wachsender goldgekrönter Geharnischter, auf dem Haupt und in den Händen je eine rote Fahne mit silbernem Mittelstreifen (darin drei goldenen Spornerädchen) tragend, auf dem linken sechs (je drei nach rechts und links) schräggestellte gestreifte Fähnlein (österreichische von Rödern), Schildhalter: zwei widersehende königlich-gekrönte (preußische) schwarze Adler.

## Bekannte Namensträger

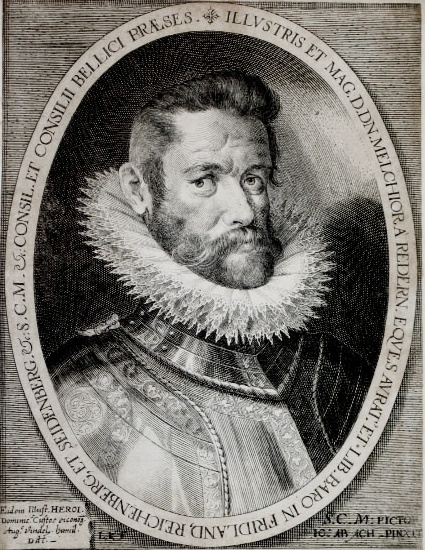
Reichsfreiherr Melchior von Redern (1555–1600), kaiserlicher Heerführer in den Türkenkriegen

- Friedrich von Rödern (vor 1524–1564), schlesischer Kammerpräsident und Freiherr auf Friedland und Seidenberg
- Katharina von Redern (1553/64–1617), Verwalterin der Herrschaft Friedland
- Melchior von Redern (1555–1600), Reichsfreiherr, kaiserlicher Heerführer in den Türkenkriegen
- Adam Valentin von Redern (1589–1653), kurbrandenburgischer Oberst und Kommandant von Memel im Herzogtum Preußen
- Christoph von Redern (1591–1641/42), Dragoneroffizier aus Friedland (Böhmen)
- Carl Gustav von Roedern (1691–1779), preußischer Minister
- Philippine Charlotte von Redern (1691–1758), Tochter des Grafen Erdmann von Redern auf Krappitz, heiratete Christian Ulrich II. von Württemberg-Wilhelminenort
- Carl Albert von Roedern (1704–1766), preußischer Minister
- Erdmann Carl Gustav von Roedern (1715–1783), preußischer Landrat
- Sigismund Ehrenreich von Redern (1719–1789), Naturwissenschaftler und Großmarschall der Mutter des preußischen Friedrich II., Sophie Dorothea von Hannover
- Sigismund Ehrenreich Johann von Redern (1761–1841), deutsch-französischer Aristokrat, Diplomat, Abenteurer, Spekulant, Kunstsammler und Schriftsteller
- Louis von Roedern (1795–1857), preußischer Generalmajor
- Friedrich Wilhelm von Redern (1802–1883), Generalintendant des Schauspielhauses und der Hofmusik in Berlin, Komponist, Bauherr des Palais Redern
- Heinrich Alexander von Redern (1804–1888), preußischer Diplomat
- Bertha von Redern (1811–1875), Malerin und Ehefrau von Friedrich Wilhelm von Redern
- Maximilian von Roedern (1816–1898), preußischer Generalleutnant
- Hermann von Redern (1819–1886), preußischer Generalleutnant
- Ernst von Redern (1835–1900), preußischer Generalleutnant
- Ehrenreich von Redern (1847–1923), preußischer Generalmajor
- Erich von Redern (1861–1937), deutscher Generalleutnant
- Hedwig von Redern (1866–1935), Erzählerin
- Wilhelm von Redern (1867–1940), Landrat im Kreis Stallupönen
- Siegfried von Roedern (1870–1954), deutscher Politiker der Kaiserzeit und Weimarer Republik, Staatssekretär des Ministeriums für Elsaß-Lothringen und des Reichsschatzamtes
- Verena Gräfin von Roedern (* 1955), deutsche Diplomatin und Botschafterin